# Rudolph Franz
Rudolph Franz (* 16. Dezember 1826 in Berlin; † 31. Dezember 1902 ebenda) war ein deutscher Physiker.

## Leben

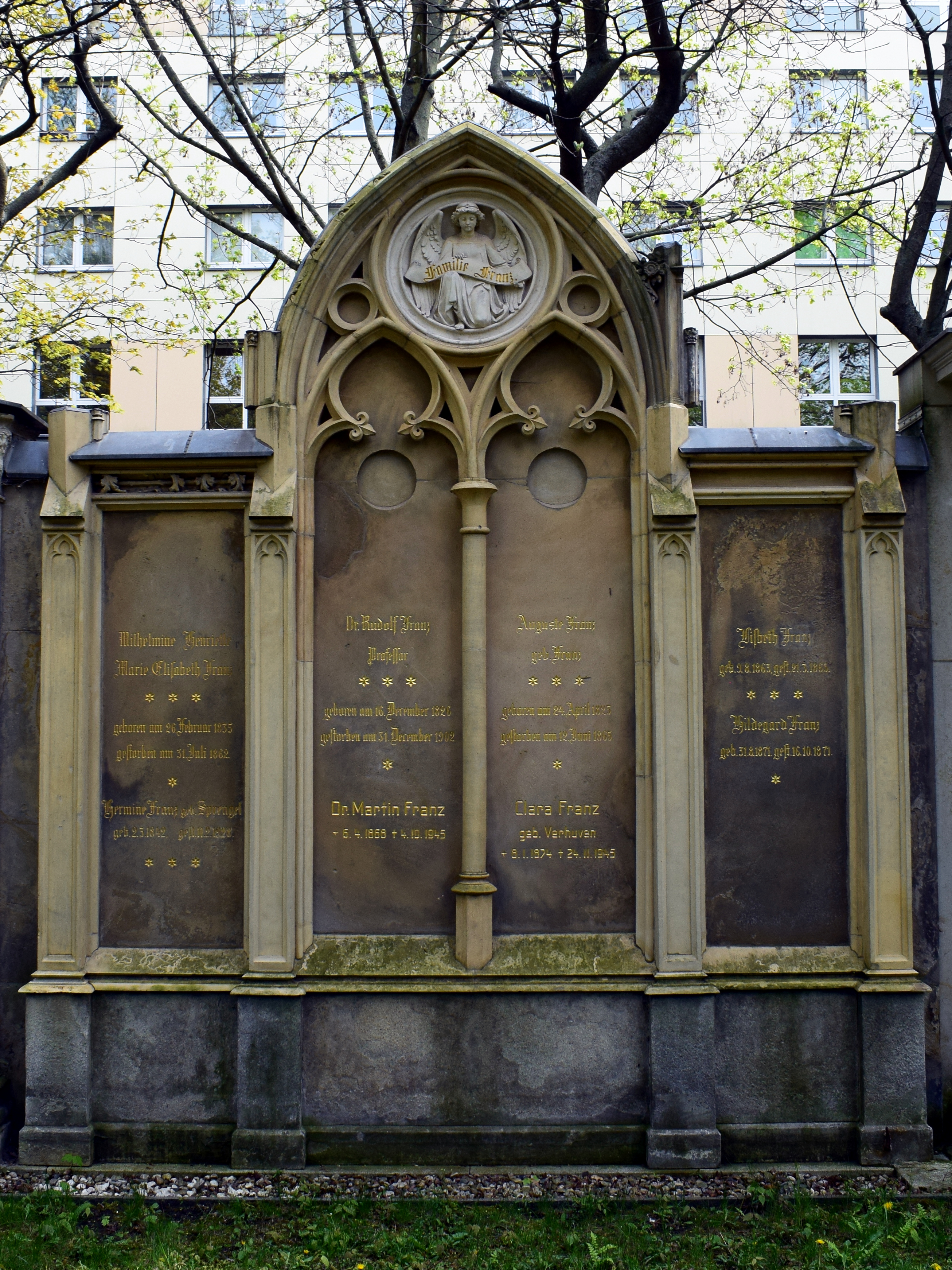
Grabstätte auf dem Alten Friedhof der St.-Nikolai- und St.-Marien-Gemeinde

Franz studierte an der Universität Bonn Mathematik und Naturwissenschaften und schloss das Studium 1850 erfolgreich mit einer Promotion ab. Im gleichen Jahr begann er, als Lehrer am Gymnasium zum Grauen Kloster in Berlin zu arbeiten.
Bereits in diesen Jahren begann er mit seinen Forschungen, die 1857 mit seiner Habilitation an der Berliner Universität endeten. Im Anschluss daran betraute man ihn mit einem Lehrauftrag der physikalischen Fächer (vor allem der Wärmelehre), dem er bis 1865 nachkam.
Bekannt geworden ist er durch seine Zusammenarbeit mit Gustav Heinrich Wiedemann, mit dem er 1853 das Wiedemann-Franzsche Gesetz entwickelte. Dieses Gesetz besagt, dass das Verhältnis von elektrischer Leitfähigkeit und Wärmeleitfähigkeit bei allen reinen Metallen bei konstanter Temperatur nahezu gleich ist.
Rudolph Franz wurde auf dem Alten Friedhof der St.-Nikolai- und St.-Marien-Gemeinde bestattet.

## Schriften (Auswahl)
- mit Gustav Heinrich Wiedemann: Ueber die Wärme-Leitungsfähigkeit der Metalle. In: Annalen der Physik. Band 165, Nr. 8, 1853, S. 497–531, doi:10.1002/andp.18531650802.
- Ueber die Diathermanität einiger Gasarten und gefärbten Flüssigkeiten. In: Annalen der Physik. Band 170, Nr. 3, 1855, S. 337–356, doi:10.1002/andp.18551700302.
- Thermoelektrische Erscheinungen an gleichartigen Metallen. In: Annalen der Physik. Band 173, Nr. 1, 1855, S. 34–50, doi:10.1002/andp.18551730105.
- Ueber die Diathermansie der Medien des Auges. In: Annalen der Physik. Band 191, Nr. 2, 1862, S. 266–279, doi:10.1002/andp.18621910205.